# برودرسبی (رندسبورگ-اکرنفورده)
برودرسبی (به آلمانی: Brodersby) یک شهر در آلمان است که در رندسبورگ-اکرنفورده واقع شده‌است. برودرسبی ۷۵۱ نفر جمعیت دارد.